# Ясмин Бурич
Ясмин Бурич (босн. Jasmin Burić, нар. 18 лютого 1987, Зениця) — боснійський футболіст, воротар клубу «Лех».
Виступав, зокрема, за клуб «Челік» (Зеніца), а також національну збірну Боснії і Герцеговини.
Дворазовий чемпіон та володар Суперкубка Польщі.

## Клубна кар'єра
У дорослому футболі дебютував 2004 року виступами за команду клубу «Челік» (Зеніца), в якій провів чотири сезони, взявши участь у 81 матчі чемпіонату. Більшість часу, проведеного у складі «Челіка», був основним голкіпером команди.
До складу клубу «Лех» приєднався 2009 року. Відтоді встиг відіграти за команду з Познані 111 матчів в національному чемпіонаті.

## Виступи за збірну
2008 року дебютував в офіційних матчах у складі національної збірної Боснії і Герцеговини. Наразі провів у формі головної команди країни 2 матчі.

## Титули і досягнення
- Чемпіон Польщі (2):

«Лех»: 2009–10, 2014–15
- Володар Кубка Польщі (1):

«Лех»: 2008-09
- Володар Суперкубка Польщі (3):

«Лех»: 2009, 2015, 2016